# Trnjane (gmina Negotin)
Trnjane (cyr. Трњане) – wieś w Serbii, w okręgu borskim, w gminie Negotin. W 2011 roku liczyła 362 mieszkańców.